# Pechseifen
Pechseifen (auch Weidlichshäuser) ist eine Streusiedlung, die heute zum Ortsteil Tannenbergsthal der Gemeinde Muldenhammer gehört.
Der auf etwa 697 m gelegene Ort ist spätestens seit 1791 als Pech Seifen oder Tanneberg belegt. Damals war der Ort amtsunmittelbar. 1834 gehörte Pechseifen zu den Auerbacher kleinen Waldorten. 1875 und 1880 ist für Pechseifen auch die Bezeichnung Weidlichshäuser belegt.
| Jahr          | 1834 | 1871 | 1880 | 1890 |
| ------------- | ---- | ---- | ---- | ---- |
| Einwohnerzahl | 95   | 139  | 137  | 120  |

Heute ist Pechseifen eine Straße im Südwesten von Tannenbergsthal.

## Belege
1. ↑  Pechseifen – HOV | ISGV. Abgerufen am 11. Februar 2023.
2. ↑  Alphabetisches Verzeichniss der im Königreiche Sachsen belegenen Stadt- und Landgemeinden mit den zugehörigen, besonders benannten Wohnplätze, ingleichen der Rittergüter und sonstigen exemten Grundstücke nach Kreishauptmannschaften und amtshauptmannschaftlichen Verwaltungsbezirken geordnet nach alphabetischem Register Bearbeitet nach offiziellen Unterlagen durch das statistische Bureau des Königlichen Ministeriums des Innern. Dresden im October 1884. S. 435